# Mistrovství Evropy juniorů v atletice
Mistrovství Evropy juniorů v atletice je mezinárodní atletický šampionát sportovců do devatenácti let. Pořádá ho Evropská atletická asociace od roku 1970 s malou výjimkou každé dva roky.
Předchůdcem tohoto šampionátu byly tzv. Evropské juniorské hry, které se konaly poprvé v roce 1964 v polské Varšavě. První ročník byl neoficiální, sankci (schválení) dostaly hry až o dva roky později, kdy se šampionát konal v tehdejší ukrajinské SSR, v Oděse. Třetí ročník byl pořádán v roce 1968 v Lipsku.

## Přehled šampionátů
| N°  | Ročník   | Město         | Země               | Datum konání                | Link                  |
| --- | -------- | ------------- | ------------------ | --------------------------- | --------------------- |
| -   | EJH 1964 | Varšava       | Polsko             | 18. září – 20. září         | zde                   |
| -   | EJH 1966 | Oděsa         | Sovětský svaz      | 24. září – 25. září         | zde                   |
| -   | EJH 1968 | Lipsko        | Východní Německo   | 23. srpen – 25. srpen       | zde                   |
| 1.  | MEJ 1970 | Paříž         | Francie            | 11. září – 13. září         | zde                   |
| 2.  | MEJ 1973 | Duisburg      | SRN                | 24. srpen – 26. srpen       | zde                   |
| 3.  | MEJ 1975 | Athény        | Řecko              | 22. srpen – 24. srpen       | zde                   |
| 4.  | MEJ 1977 | Doněck        | Sovětský svaz      | 19. srpen – 21. srpen       | zde                   |
| 5.  | MEJ 1979 | Bydhošť       | Polsko             | 16. srpen – 19. srpen       | zde                   |
| 6.  | MEJ 1981 | Utrecht       | Nizozemsko         | 20. srpen – 23. srpen       | zde                   |
| 7.  | MEJ 1983 | Schwechat     | Rakousko           | 25. srpen – 28. srpen       | zde                   |
| 8.  | MEJ 1985 | Chotěbuz      | NDR                | 22. srpen – 25. srpen       | zde                   |
| 9.  | MEJ 1987 | Birmingham    | Spojené království | 6. srpen – 9. srpen         | zde                   |
| 10. | MEJ 1989 | Varaždín      | Jugoslávie         | 24. srpen – 27. srpen       | zde                   |
| 11. | MEJ 1991 | Soluň         | Řecko              | 8. srpen – 11. srpen        | zde                   |
| 12. | MEJ 1993 | San Sebastián | Španělsko          | 29. červenec – 1. srpen     | zde                   |
| 13. | MEJ 1995 | Nyíregyháza   | Maďarsko           | 27. červenec – 30. červenec | zde                   |
| 14. | MEJ 1997 | Lublaň        | Slovinsko          | 24. červenec – 27. červenec | zde                   |
| 15. | MEJ 1999 | Riga          | Lotyšsko           | 5. srpen – 8. srpen         | zde                   |
| 16. | MEJ 2001 | Grosseto      | Itálie             | 19. červenec – 22. červenec | zde                   |
| 17. | MEJ 2003 | Tampere       | Finsko             | 24. červenec – 27. červenec | zde                   |
| 18. | MEJ 2005 | Kaunas        | Litva              | 21. červenec – 24. červenec | zde                   |
| 19. | MEJ 2007 | Hengelo       | Nizozemsko         | 19. červenec – 22. červenec | zde                   |
| 20. | MEJ 2009 | Novi Sad      | Srbsko             | 23. červenec – 26. červenec | zde                   |
| 21. | MEJ 2011 | Tallinn       | Estonsko           | 21. červenec – 24. červenec | zde                   |
| 22. | MEJ 2013 | Rieti         | Itálie             | 18. červenec – 21. červenec | zde[nedostupný zdroj] |
| 23. | MEJ 2015 | Eskilstuna    | Švédsko            | 16. červenec – 19. červenec | zde[nedostupný zdroj] |
| 24. | MEJ 2017 | Grosseto      | Itálie             | 20. červenec – 23. červenec | zde[nedostupný zdroj] |
| 25. | MEJ 2019 | Borås         | Švédsko            | 18. červenec – 21. červenec | zde                   |
| 26. | MEJ 2021 | Tallinn       | Estonsko           | 15. červenec – 18. červenec | zde                   |
| 27. | MEJ 2023 | Jeruzalém     | Izrael             | 7. srpen – 10. srpen        | zde                   |
| 28. | MEJ 2025 | Tampere       | Finsko             | 7. srpen – 10. srpen        |                       |

## Rekordy šampionátů

### Muži
| Disciplína                    | Výkon               | Atlet                                                         | Místo       | Rok      |
| ----------------------------- | ------------------- | ------------------------------------------------------------- | ----------- | -------- |
| Běh na 100 m                  | 10,04               | Christophe Lemaitre                                           | Novi Sad    | MEJ 2009 |
| Běh na 200 m                  | 20,33               | Ramil Quliyev                                                 | Novi Sad    | MEJ 2009 |
| Běh na 400 m                  | 45,36               | Roger Black                                                   | Chotěbuz    | MEJ 1985 |
| Běh na 800 m                  | 1:45,90             | Roberto Parra                                                 | Nyiregyhaza | MEJ 1995 |
| Běh na 1500 m                 | 3:38,96             | Graham Williamson                                             | Bydhošť     | MEJ 1979 |
| Běh na 5000 m                 | 13:44,37            | Steve Binns                                                   | Bydhošť     | MEJ 1979 |
| Běh na 10000 m                | 29:04,06            | Christian Leuprecht                                           | Varaždin    | MEJ 1989 |
| Běh na 3000 m překážek        | 8:37,94             | Ilgizar Safiułlin                                             | Tallinn     | MEJ 2011 |
| Běh na 110 m překážek (99 cm) | 13,05 (+0.2 m/s)    | Sasha Zhoya                                                   | Tallinn     | MEJ 2021 |
| Běh na 400 m překážek         | 49,70               | Varg Königsmark                                               | Tallinn     | MEJ 2011 |
| Skok do výšky                 | 2,30                | Vladimir Jaščenko                                             | Doněck      | MEJ 1977 |
| Skok o tyči                   | 5,60                | Maxim Tarasov                                                 | Varaždin    | MEJ 1989 |
| Skok daleký                   | 8,17                | Władimir Oczkan                                               | Birmingham  | MEJ 1987 |
| Trojskok                      | 17,04 m (1,5 m / s) | Nazim Babayev                                                 | Eskilstuna  | MEJ 2015 |
| Vrh koulí (6 kg)              | 22,62               | Konrad Bukowiecki                                             | Eskilstuna  | MEJ 2015 |
| Hod diskem (1,75 kg)          | 68,02               | Bartlomiej Stoj                                               | Eskilstuna  | MEJ 2015 |
| Hod kladivem (6 kg)           | 79,60               | Bence Halász                                                  | Eskilstuna  | MEJ 2015 |
| Hod oštěpem                   | 81,53               | Zigismunds Sirmais                                            | Tallinn     | MEJ 2011 |
| Desetiboj                     | 8124 bodů           | Kévin Mayer                                                   | Tallinn     | MEJ 2011 |
| Chůze na 10 000 m             | 39:28,45            | Andriej Ruzawin                                               | Kaunas      | MEJ 2005 |
| Štafeta 4 × 100 m             | 39,24               | Tyrone Edgar Dwayne Grant Timothy Benjamin Mark Lewis-Francis | Grosseto    | MEJ 2001 |
| Štafeta 4 × 400 m             | 3:04,58             | Uwe Preusche Frank Löper Eckard Trylus Jens Carlowitz         | Utrecht     | MEJ 1981 |

### Ženy
| Disciplína             | Výkon     | Atletka                                                             | Místo         | Rok      |
| ---------------------- | --------- | ------------------------------------------------------------------- | ------------- | -------- |
| Běh na 100 m           | 11,18     | Jodie Williams                                                      | Tallinn       | MEJ 2011 |
| Běh na 200 m           | 22,85     | Bärbel Eckertová                                                    | Duisburg      | MEJ 1973 |
| Běh na 400 m           | 51,27     | Christina Brehmerová                                                | Ateny         | MEJ 1975 |
| Běh na 800 m           | 2:00,25   | Katrin Wühn                                                         | Schwechat     | MEJ 1983 |
| Běh na 1500 m          | 4:07,47   | Inger Knutsson                                                      | Duisburg      | MEJ 1973 |
| Běh na 3000 m          | 8:50,97   | Gabriela Szabóová                                                   | San Sebastian | MEJ 1993 |
| Běh na 5000 m          | 15:21,12  | Elvan Abeylegesseová                                                | Grosseto      | MEJ 2001 |
| Běh na 3000 m překážek | 9:43,69   | Karoline Bjerkeli Grøvdal                                           | Novi Sad      | MEJ 2009 |
| Běh na 100 m překážek  | 13,09     | Ołena Owczarowa                                                     | Nyiregyhaza   | MEJ 1995 |
| Běh na 400 m překážek  | 55,89     | Zuzana Hejnová                                                      | Kaunas        | MEJ 2005 |
| Skok do výšky          | 1,95      | Marija Kučinová                                                     | Tallinn       | MEJ 2011 |
| Skok do výšky          | 1,95      | Jelena Jelesinová                                                   | Varaždin      | MEJ 1989 |
| Skok o tyči            | 4,57      | Angelica Bengtssonová                                               | Tallinn       | MEJ 2011 |
| Skok daleký            | 6,80      | Darja Klišinová                                                     | Novi Sad      | MEJ 2009 |
| Trojskok               | 14,12     | Anastasija Ilyina                                                   | Grosseto      | MEJ 2001 |
| Vrh koulí              | 19,53     | Astrid Kumbernussová                                                | Varaždin      | MEJ 1989 |
| Hod diskem             | 70,58     | Ilke Wyluddaová                                                     | Birmingham    | MEJ 1987 |
| Hod kladivem           | 68,59     | Bianca Perie                                                        | Novi Sad      | MEJ 2009 |
| Hod oštěpem            | 61,52     | Nikolett Szabó                                                      | Riga          | MEJ 1999 |
| Sedmiboj               | 6465 bodů | Sybille Thiele                                                      | Schwechat     | MEJ 1983 |
| Chůze na 10 000 m      | 42:59,48  | Jelena Lašmanovová                                                  | Tallinn       | MEJ 2011 |
| Štafeta 4 × 100 m      | 43,42     | Alexandra Burghardt Katharina Grompe Tatjana Pinto Anna-Lena Freese | Tallinn       | MEJ 2011 |
| Štafeta 4 × 400 m      | 3:30,29   | Cornelia Feuerbachová Carola Witzel Ines Vogelgesang Heike Bohne    | Utrecht       | MEJ 1981 |

## Českoslovenští medailisté
| Rok      | Atlet              | Disciplína             | Výkon     | Zlato         | Stříbro          | Bronz            |
| -------- | ------------------ | ---------------------- | --------- | ------------- | ---------------- | ---------------- |
| MEJ 1970 | Jiří Palkovský     | Skok do výšky          | 218 cm    | Zlatá medaile |                  |                  |
| MEJ 1970 | Jan Skoupy         | Vrh koulí              | 17,11 m   |               |                  | Bronzová medaile |
| MEJ 1970 | Jarmila Nygrýnová  | Skok daleký            | 6,27 m    | Zlatá medaile |                  |                  |
| MEJ 1975 | Drahomíra Drybová  | Hod oštěpem            | 57,44 m   |               | Stříbrná medaile |                  |
| MEJ 1975 | Jaroslav Priščák   | Skok daleký            | 7,84 m    |               |                  | Bronzová medaile |
| MEJ 1979 | Jozef Pribilinec   | Chůze na 10 km         | 41:04,71  | Zlatá medaile |                  |                  |
| MEJ 1979 | Remigius Machura   | Vrh koulí              | 18,34 m   | Zlatá medaile |                  |                  |
| MEJ 1981 | František Jansa    | Skok o tyči            | 5,35 m    | Zlatá medaile |                  |                  |
| MEJ 1983 | Jiří Hudec         | Běh na 110 m překážek  | 13,85     | Zlatá medaile |                  |                  |
| MEJ 1983 | Věra Nožičková     | Běh na 3000 m          | 9:19,56   | Zlatá medaile |                  |                  |
| MEJ 1983 | Richard Navara     | Vrh koulí              | 17,85 m   |               |                  | Bronzová medaile |
| MEJ 1985 | Gabriela Sedlaková | Běh na 800 m           | 2.03,22   | Zlatá medaile |                  |                  |
| MEJ 1985 | Róbert Ruffíni     | Skok do výšky          | 224 cm    |               | Stříbrná medaile |                  |
| MEJ 1985 | Marián Huncík      | Běh na 2000 m překážek | 5:35,83   |               |                  | Bronzová medaile |
| MEJ 1987 | Milan Gombala      | Skok daleký            | 7,63 m    |               |                  | Bronzová medaile |
| MEJ 1989 | Václav Hrich       | Běh na 800 m           | 1:50,22   |               |                  | Bronzová medaile |
| MEJ 1989 | Radek Bartakovič   | Běh na 400 m překážek  | 51,16     |               |                  | Bronzová medaile |
| MEJ 1989 | Šárka Kašpárková   | Skok do výšky          | 191 cm    |               |                  | Bronzová medaile |
| MEJ 1989 | Renata Bruková     | Vrh koulí              | 17,18 m   |               |                  | Bronzová medaile |
| MEJ 1989 | Marcela Podracká   | Sedmiboj               | 5960 bodů |               |                  | Bronzová medaile |
| MEJ 1991 | Tomáš Dvořák       | Desetiboj              | 7748 bodů |               | Stříbrná medaile |                  |
| MEJ 1991 | Nikola Tomečková   | Hod oštěpem            | 55,34 m   |               | Stříbrná medaile |                  |
| MEJ 1991 | Václav Hrich       | Běh na 800 m           | 1:49,19   |               |                  | Bronzová medaile |

## Čeští medailisté
| Rok      | Atlet                                                                       | Disciplína                 | Výkon      | Zlato         | Stříbro          | Bronz            |
| -------- | --------------------------------------------------------------------------- | -------------------------- | ---------- | ------------- | ---------------- | ---------------- |
| MEJ 1993 | Hana Benešová                                                               | Běh na 100 metrů           | 11,56      | Zlatá medaile |                  |                  |
| MEJ 1993 | Ludmila Formanová                                                           | Běh na 800 metrů           | 2:06,88    | Zlatá medaile |                  |                  |
| MEJ 1993 | Jan Poděbradský                                                             | Desetiboj                  | 7 396 bodů |               | Stříbrná medaile |                  |
| MEJ 1993 | Hana Benešová                                                               | Běh na 200 metrů           | 23,53      |               | Stříbrná medaile |                  |
| MEJ 1993 | Tomáš Janků                                                                 | Skok do výšky              | 218 cm     |               |                  | Bronzová medaile |
| MEJ 1995 | Jiří Ryba                                                                   | Desetiboj                  | 7 271 bodů |               |                  | Bronzová medaile |
| MEJ 1995 | Jitka Burianová                                                             | Běh na 400 metrů           | 53,69      |               |                  | Bronzová medaile |
| MEJ 1997 | Roman Oravec                                                                | Běh na 800 metrů           | 1:51,51    |               |                  | Bronzová medaile |
| MEJ 1999 | Alena Rücklová                                                              | 400 m př.                  | 58,55      | Zlatá medaile |                  |                  |
| MEJ 1999 | Michaela Hejnová                                                            | Sedmiboj                   | 5 786 bodů |               | Stříbrná medaile |                  |
| MEJ 2001 | Jiří Křehula                                                                | Skok do výšky              | 221 cm     |               | Stříbrná medaile |                  |
| MEJ 2001 | Arnošt Holovský                                                             | Hod diskem                 | 54,46 m    |               | Stříbrná medaile |                  |
| MEJ 2001 | Lucie Škrobáková                                                            | 100 m př.                  | 13,30      |               |                  | Bronzová medaile |
| MEJ 2003 | Jaroslav Bába                                                               | Skok do výšky              | 228 cm     | Zlatá medaile |                  |                  |
| MEJ 2003 | Zuzana Hejnová                                                              | 400 m př.                  | 58,30      |               |                  | Bronzová medaile |
| MEJ 2005 | Zuzana Hejnová                                                              | 400 m př.                  | 55,89      | Zlatá medaile |                  |                  |
| MEJ 2005 | Denisa Ščerbová                                                             | Skok daleký                | 6,57 m     | Zlatá medaile |                  |                  |
| MEJ 2005 | Remigius Machura                                                            | Vrh koulí                  | 20,09 m    | Zlatá medaile |                  |                  |
| MEJ 2007 | Jakub Holuša                                                                | 3000 m př.                 | 8:50,30    | Zlatá medaile |                  |                  |
| MEJ 2007 | Kateřina Šafránková                                                         | Hod kladivem               | 62,95 m    |               | Stříbrná medaile |                  |
| MEJ 2007 | Eliška Klučinová                                                            | Sedmiboj                   | 5 709 bodů |               | Stříbrná medaile |                  |
| MEJ 2007 | Kateřina Čechová                                                            | Běh na 100 metrů           | 11,58      |               |                  | Bronzová medaile |
| MEJ 2007 | Nikola Ogrodníková                                                          | Sedmiboj                   | 5 607 bodů |               |                  | Bronzová medaile |
| MEJ 2009 | Kateřina Cachová                                                            | Sedmiboj                   | 5 660 bodů |               | Stříbrná medaile |                  |
| MEJ 2009 | Jakub Živec                                                                 | 5000 m                     | 14:10,58   |               | Stříbrná medaile |                  |
| MEJ 2009 | Martin Říčař Lukáš Šťastný Pavel Maslák Václav Zich                         | Štafeta 4 × 100 m          | 39,57      |               | Stříbrná medaile |                  |
| MEJ 2013 | Anežka Drahotová                                                            | Chůze na 10 km             | 44:15,87   | Zlatá medaile |                  |                  |
| MEJ 2013 | Eliška Drahotová                                                            | Chůze na 10 km             | 44:45,27   |               |                  | Bronzová medaile |
| MEJ 2013 | Klára Seidlová                                                              | Běh na 100 metrů           | 11,88      |               |                  | Bronzová medaile |
| MEJ 2015 | Jan Doležal                                                                 | Desetiboj                  | 7 929 bodů | Zlatá medaile |                  |                  |
| MEJ 2017 | Michaela Hrubá                                                              | Skok do výšky              | 193 cm     | Zlatá medaile |                  |                  |
| MEJ 2017 | Kateřina Skypalová                                                          | Hod kladivem               | 64.78      | Zlatá medaile |                  |                  |
| MEJ 2017 | Nikol Tabačková                                                             | Hod oštěpem                | 55.10      | Zlatá medaile |                  |                  |
| MEJ 2019 | Ladislav Topfer Filip Ličman Daniel Lehár Matej Krsek Jakub Majercák *      | Štafeta 4 × 400 m          | 3:08.50    |               | Stříbrná medaile |                  |
| MEJ 2019 | Michal Forejt                                                               | Hod diskem                 | 62,17      |               | Stříbrná medaile |                  |
| MEJ 2019 | Jakub Forejt                                                                | Hod diskem                 | 61.64      |               |                  | Bronzová medaile |
| MEJ 2019 | Barbora Malíková                                                            | Běh na 400 metrů           | 52,37      |               |                  | Bronzová medaile |
| MEJ 2021 | Eduard Kubelík                                                              | Běh na 200 metrů           | 20,82      |               | Stříbrná medaile |                  |
| MEJ 2021 | Eliška Martínková                                                           | Chůze na 10 km             | 46:23,74   |               | Stříbrná medaile |                  |
| MEJ 2023 | Jakub Dudycha                                                               | Běh na 800 metrů           | 1:46,76    | Zlatá medaile |                  |                  |
| MEJ 2023 | Ondřej Gajdoš                                                               | Běh na 1500 metrů          | 4:00,98    |               |                  | Bronzová medaile |
| MEJ 2023 | Jan Svozil                                                                  | Hod diskem                 | 59,93 m    |               | Stříbrná medaile |                  |
| MEJ 2023 | Lurdes Gloria Manuel                                                        | Běh na 400 metrů           | 51,94      | Zlatá medaile |                  |                  |
| MEJ 2023 | Natálie Millerová                                                           | Běh na 1500 metrů          | 4:18,92    |               |                  | Bronzová medaile |
| MEJ 2023 | Karolína Jarošová                                                           | Běh na 3000 metrů překážek | 10:04,57   | Zlatá medaile |                  |                  |
| MEJ 2023 | Hana Blažková Terezie Táborská Nikola Musilová Adéla Tkáčová                | Štafeta 4 × 100 m          | 44,68      |               |                  | Bronzová medaile |
| MEJ 2023 | Karolína Mitanová Kateřina Matoušková Terezie Táborská Lurdes Gloria Manuel | Štafeta 4 × 400 m          | 3:34,84    |               |                  | Bronzová medaile |